# Dučina
Dučina (cyr. Дучина) – wieś w Serbii, w mieście Belgrad, w gminie miejskiej Sopot. W 2011 roku liczyła 729 mieszkańców.